# Chinácota
Chinácota è un comune della Colombia facente parte del dipartimento di Norte de Santander.
L'abitato venne fondato da Pedro de Ursua nel 1535.